# Dobrići
Dobrići su naseljeno mjesto u općini Tomislavgrad, Federacija Bosne i Hercegovine, BiH. Nalazi se u župi Grabovica 20 kilometara od Tomislavgrada.

## Stanovništvo

### 1991.
Nacionalni sastav stanovništva 1991. godine, bio je sljedeći:
ukupno: 481
- Hrvati - 477 (99,17%)
- Muslimani - 1 (0,21%)
- ostali, neopredijeljeni i nepoznato - 3 (0,62%)

### 2013.
Nacionalni sastav stanovništva 2013. godine, bio je sljedeći:
ukupno: 446
- Hrvati - 445 (99,78%)
- ostali, neopredijeljeni i nepoznato - 1 (0,22%)